# Jatisampurna (plaats)
Jatisampurna is een bestuurslaag in het regentschap Kota Bekasi van de provincie West-Java, Indonesië. Jatisampurna telt 31.772 inwoners (volkstelling 2010).